# Tommi Evilä
Jaakko Tommi Kristian Evilä (Tampere, 6 aprile 1980) è un ex lunghista finlandese.

## Palmarès
| Anno | Manifestazione    | Sede       | Evento         | Risultato | Prestazione | Note |
| ---- | ----------------- | ---------- | -------------- | --------- | ----------- | ---- |
| 1998 | Mondiali juniores | Annecy     | Salto in lungo | 10º       | 7,39 m      |      |
| 2001 | Europei under 23  | Amsterdam  | Salto in lungo | 5º        | 7,77 m      |      |
| 2005 | Europei indoor    | Madrid     | Salto in lungo | 4º        | 7,97 m      |      |
| 2005 | Mondiali          | Helsinki   | Salto in lungo | Bronzo    | 8,25 m      |      |
| 2006 | Europei           | Göteborg   | Salto in lungo | 9º        | 7,74 m      |      |
| 2008 | Giochi olimpici   | Pechino    | Salto in lungo | 17º (q)   | 7,88 m      |      |
| 2009 | Europei indoor    | Torino     | Salto in lungo | 7º        | 7,86 m      |      |
| 2009 | Mondiali          | Berlino    | Salto in lungo | 14º (q)   | 8,01 m      |      |
| 2010 | Mondiali indoor   | Doha       | Salto in lungo | 13º (q)   | 7,77 m      |      |
| 2010 | Europei           | Barcellona | Salto in lungo | 10º       | 7,91 m      |      |
| 2012 | Europei           | Helsinki   | Salto in lungo | 10º       | 7,79 m      |      |
| 2013 | Europei indoor    | Göteborg   | Salto in lungo | 6º        | 7,96 m      |      |